# Edmond Duvernoy
Charles-Henri Edmond Duvernoy (París, 16 de junio de 1844-ibídem, 12 de enero de 1927) fue un pianista, barítono y profesor de canto francés.

## Biografía
Edmond Duvernoy nació en París el 16 de junio de 1844. Fue instruido inicialmente por su padre, Charles-François Duvernoy y más tarde estudió en el Conservatorio de París. Buen pianista, comenzó a enseñar, luego estudió canto y se unió a la compañía de la Opéra-Comique. Debutó en el escenario como Mercutio en la primera representación en la Opéra-Comique de Romeo y Julieta de Gounod el 20 de enero de 1873. También interpretó el papel de Morales en el estreno de Carmen de Bizet en 1875; Bizet compuso tres versiones del mélodrame en el Acto I para Duvernoy.
Según Malherbe, tenía una voz relativamente suave, pero la usaba con buen gusto y con el talento suficiente para que se convirtiera más tarde en uno de los maestros vocales más estimados.
Cantó Ganymède en La bella Galatea en 1873, junto a su futura esposa, Mlle Franck, soprano de la Opéra-Comique. Duvernoy y su esposa se mudaron al Théâtre-Lyrique en 1877. Ambos participaron en el «estreno» privado de Los cuentos de Hoffmann de Offenbach el 18 de mayo de 1879, con Duvernoy tocando el piano.
Desde octubre de 1887 hasta 1910, fue profesor de canto en el Conservatorio de París, con muchos artistas importantes entre sus alumnos, incluidas las sopranos finlandesas Aino Ackté y Hanna Granfelt. También compuso algunas canciones.
Falleció en París el 12 de enero de 1927, a los 82 años. Su hermano fue Alphonse Duvernoy, pianista y compositor.